# Systole cuspidata
Systole cuspidata är en stekelart som beskrevs av Zerova 1970. Systole cuspidata ingår i släktet Systole och familjen kragglanssteklar. Inga underarter finns listade i Catalogue of Life.